# Geriberto de Barcelona
Geribert de Barcelona ( siglo  x - ~ 1020 ) fue vizconde de Barcelona, segundo hijo del vizconde Guitard y Gerberga.
Casado con Ermengarda de Barcelona, hija del conde Borrell II, tuvieron cuatro hijos:
- Ramón (?- muerte entre 1017 y 1029). Aparece mencionado en dos documentos: uno de 26 de abril de 1017 donde consta que está vivo, y en el testamento de su madre Ermengarda de 17 de octubre de 1029, donde ya debía estar muerto y se deja una propiedad a su hija.[2]
- Mir Geribert (? - Tortosa , 1060), noble que se rebeló contra el conde de Barcelona autonombrándose príncipe de Olèrdola.
- Folc (?- c. 1029)
- Guisla de Sant Martí, casada en primeras nupcias con Seniol y en segundas nupcias con Folc I de Cardona, siendo padres de Ramón Folc I de Cardona, primer vizconde de Cardona.

Su hermano Udalard I fue capturado y encarcelado durante cinco años en Córdoba ( 985-991 ) por Almanzor. Durante ese tiempo, ejerció interinamente la función vizcondal.